# Manfred-Michael Sackmann
Manfred-Michael Sackmann (Seesen, 27 de julio de 1952-20 de febrero de 2024) fue un fotógrafo alemán.

## Vida
Sackmann creció en Salzgitter. Comenzó a hacer fotografías a los diecinueve años. En 1975 se trasladó a Berlín Occidental. De 1978 a 1982 se formó en el Werkstatt für Photographie con Ulrich Görlich. Desde 1992 es miembro de la Verein Berliner Künstler. En 1994 fue nombrado miembro de la Deutsche Gesellschaft für Photographie (DGPh). Sackmann vive y trabaja en Berlín.

## Obra
El hombre como actor cultural y social es el tema predominante de la obra de Sackmann. Los marginados de la sociedad, en particular, fueron el centro de su interés desde el principio. A partir de finales de la década de 1970, produjo series fotográficas de bares homosexuales y "bailes de maricones". A partir de los 80, se añadieron series documentales de inauguraciones y "desfiles". Sackmann también trabaja en el estudio, donde se dedica especialmente a la fotografía de desnudos y retratos.
En las décadas de 1980 y 1990, en particular, creó series de retratos de personalidades de la historia contemporánea aclamadas internacionalmente, como Leni Riefenstahl, Joseph Beuys, A. R. Penck, Helmut Newton, Markus Lüpertz, Andy Warhol y Wolf Vostell. A.R Penck, Helmut Newton, Markus Lüpertz, Andy Warhol, Wolf Vostell, Hans-Olaf Henkel, Klaus Töpfer, Birgit Breuel y Detlev Rohwedder.
Sackmann ha colaborado con numerosas fotografías en diversas publicaciones y revistas, entre otras en European Photography, Fotografie, KULTur, Der Spiegel, Tip, Zeitmagazin, Zitty y ZOOM. Los documentales fotográficos de Sackmann sobre el impacto social de la enfermedad de inmunodeficiencia SIDA en la década de 1980 suscitaron un gran interés.

## Recepción del arte no europeo
Desde principios de la década de 1990, Sackmann comenzó a ocuparse intensamente de la estética del arte no europeo. Además de crear su propia y extensa colección privada, elaboró detalladas documentaciones pictóricas, especialmente sobre arte africano. En relación con la recepción de culturas no europeas, colaboró, entre otros, con el etnólogo Nils Seethaler, el galerista Rudolf Springer y el Museo de Arte Samurái de Berlín.

## Exposiciones colectivas e individuales en museos públicos (selección)[17]
- 1982: Berlinische Galerie, Berlín
- 1990: Martin-Gropius-Bau, Berlín
- 1991: Altes Museum, Berlín
- 1995: Museo Erótico, Berlín
- 1997: Staatliche Kunsthalle Berlin, Berlín
- 1999: Residenzschloss Arolsen, Bad Arolsen
- 1998: Centro Cultural Ostbahnhof, Graz
- 1999: Galería Municipal de Erlangen
- 2000: Galería Municipal de Hofheim, Hofheim/Taunus
- 2004: Ephraim-Palais, Berlín
- 2004: Galería del Ayuntamiento, Oslo
- 2019: GISELA - Free Art Space Lichtenberg: La caída del Muro, Berlín

## Exposiciones colectivas e individuales en galerías privadas (selección)[17]
- 1977: Galería fokus, Berlín
- 1982: Galería Werkstatt Fotografie
- 1984: Galería Van Roy, Berlín
- 1985: Galería Lindemanns, Stuttgart
- 1988: Galería Brück, Múnich
- 1992: Galería VBK, Berlín
- 2003: Galería Akt, Berlín

## Colecciones públicas (selección)[18]
- Berlinische Galerie
- Bibliothèque nationale de France, París
- Stadtmuseum Munich

## Literatura
- Heiko Sievers/Gabriele Muschter. Berlín, noviembre de 1989. 14 fotógrafos del Este y del Oeste viven la apertura del Muro. Una exposición del Instituto Goethe y el Senado de Berlín. 1990
- Taller de fotografía de la VHS Kreuzberg. Trabajos 81.. Berlín 1982.
- Arnika Große: Aktionale. El ser desnudo. Una exposición en la Verein Berliner Künstler. Berlín 2010.
- Ministra de Estado en el Ministerio Federal de Asuntos Exteriores Cornelia Pieper/Embajada de la República de Polonia (editora): korespondenja/korrespondenz. Opole Czerwiec/Berlín 2010
- Barbara Harding: Conversación sobre las "Artes de Asia" con Peter Janssen, del Museo de Arte Samurai (Fotografías de Manfred M. Sackmann). En: Arts of Asia. Julio/agosto de 2019, pp. 22-32.